# Rose-Marie Belle Antoine
Rose-Marie Belle Antoine es una profesora y abogada trinitense, decana de Derecho de la Universidad de las Indias Occidentales y catedrática de Derecho Laboral y Derecho Financiero Offshore, cargo que ocupa desde 2004. Antes de ocupar su cátedra, fue profesora titular de la Universidad de 1998 a 2004. De 2004 a 2009 fue vicedecana (extensión) de la Facultad de Derecho. Fue directora inaugural del LLM entre 2000 y 2002. En 2008 fue nombrada una de las "60 under 60" académicas distinguidas de la Universidad de las Indias Occidentales. También ha sido profesora adjunta en la Case Western Reserve University (2005-2009) y en la DePaul University (2010-2011). En 2013 hizo historia al convertirse en la única persona que ha ganado dos veces el Premio a la Excelencia del Vicerrectorado regional de la Universidad de las Indias Occidentales, primero en 2006 por la Excelencia en la investigación y en 2013 por la Excelencia en el servicio público.
También es comisionada de la Comisión Interamericana de Derechos Humanos y fue elegida presidenta de la Comisión en 2015.
Trabaja con varios organismos públicos y privados como consultora, redactó varias leyes en el Caribe, entre ellas el Código Laboral de Santa Lucía y el Informe de Armonización de la Legislación Laboral de la CARICOM.
En una ocasión, la profesora Belle Antoine fue golpeada por error y luego detenida por la policía cuando intentaba proteger a los estudiantes en una protesta estudiantil.

## Educación
La profesora Antoine fue alumna y directora del Convento de San José, en San José, Trinidad. Posteriormente, se licenció en Derecho en la Universidad de las Indias Occidentales, donde fue la mejor estudiante de Irvine Hall. A continuación, obtuvo un máster en Derecho en la Universidad de Cambridge, donde fue becaria Pegasus, y un doctorado en Derecho en la Universidad de Oxford.

### Práctica privada
La profesora Antoine es socia del bufete de abogados Antoine & Antoine, especializado en derechos humanos y derecho administrativo, cargo que ocupa desde 2006.

## Obras publicadas
Entre las obras publicadas destacan:
- Confidentiality in Offshore Financial Law, Oxford University Press.
- Trusts and Tax in Offshore Financial Law, Oxford University Press.
- Law and Legal Systems, Cavendish publishing.
- Unfair Dismissal Digest, ILO
- Legal Issues in Offshore Finance